# Међународни савез пчеларских удружења
Апимондија (Apimondia) или Међународни савез пчеларских удружења промовише научни, еколошки, социјални и економски апикултурни развој у свим државама и сарадњу пчеларских удружења, научних тела и појединаца укључених у апикултуру широм света. Савез издаје часопис „Апиакта“ (Apiacta).